# Kumisi (jezioro)
Kumisi (gruz. კუმისის ტბა) – sztuczne jezioro we wschodniej Gruzji, na południowy zachód od wsi Kumisi. Zajmuje powierzchnię 5 km². Głębokość maksymalna wynosi ok. 4 m.
W 1960 roku jezioro zajmowało powierzchnię zaledwie 0,48 km², a głębokość dochodziła do 50 cm. Kilka lat później jezioro zostało sztucznie powiększone, aby poprawić warunki dla ryb.
Jezioro zasilane jest z rzeki Аlgeti wodą doprowadzaną kanałem.
Wokół jeziora znajdują się domy letniskowe. Ich mieszkańcy najczęściej zajmują się wędkarstwem.